# Integreret institution
 Denne artikel omhandler overvejende eller alene danske forhold. Hjælp gerne med at gøre artiklen mere almen.
En integreret institution er en daginstitution for børn. Det "integrerede" består i at institutionen har børn, som ellers ville gå i flere forskellige typer institutioner.
Tidligere sås mange integrerede institutioner med både vuggestuebørn, børnehavebørn og fritidshjemsbørn, men efter fremkomsten af skolefritidsordninger er det almindeligt at integrerede institutioner kun har førskolebørn.
| Familie | Spire Denne artikel om familie og parforhold er en spire som bør udbygges. Du er velkommen til at hjælpe Wikipedia ved at udvide den. |